# موسیقی قرون وسطی
موسیقی قرون وسطی (به انگلیسی: Medieval music) سبکی از موسیقی اروپایی است که از زمان سقوط امپراتوری روم غربی تا دورهٔ رنسانس ادامه داشته‌است. خط زمانیِ این موسیقی از سال ۵۰۰ میلادی تا ۱۴۰۰ میلادی به طول انجامیده‌است.
موسیقی قرون وسطایی عصری از موسیقی غربی بود، که دربرگیرنده موسیقی لیتوگرافی (که به عنوان موسیقی مقدس شناخته می‌شده) مورد استفاده برای کلیسا، و موسیقی سکولار، (موسیقی غیر مذهبی) میشد.این دوره شامل موسیقی آوازی، مانند سرودهای گریگوری و موسیقی کر (موسیقی برای یک گروه خواننده)، موسیقی تک نوازی و موسیقی است که از صدا و ابزار استفاده می‌کند (معمولا با سازهای همراه صداها) می باشد.
گفته شده: تعظیم قوم گرگوری توسط سلجوقیان در زمان گروه کاتولیک سراییده شده‌است. در مراسم 
مراسم عشاء ربانی مجدداً از آخرین شام مسیح، به منظور ایجاد روابط معنوی بین انسان و خداوند از موسیقی استفاده شده‌است.
این دوره با سقوط امپراتوری روم غربی در قرن پنجم آغاز می‌شود و بعدها در اوایل قرن پانزدهم به پایان می‌رسد.
ایجاد روند پایان دوره موسیقی قرون وسطایی و آغاز دوره موسیقی رنسانس دشوار است، زیرا این روند در زمان‌های مختلف در مناطق مختلف آغاز شده‌است.